# Dänischer Fußballpokal 1961/62
Der Dänische Fußballpokal 1961/62 war die achte Austragung des dänischen Pokalwettbewerbs der Männer. Er wurde vom dänischen Fußballverband ausgetragen. Das Finale fand traditionell am Himmelfahrtstag (31. Mai 1962) im Københavns Idrætspark von Kopenhagen statt. Pokalsieger wurde B 1909 Odense, der sich im Finale gegen Esbjerg fB durchsetzte.
Alle Begegnungen wurden in einem Spiel ausgetragen. Bei unentschiedenem Ausgang wurde zur Ermittlung des Siegers eine Verlängerung gespielt. Stand danach kein Sieger fest, folgte ein Elfmeterschießen. Ab dem Halbfinale wurde bei einem Remis das Spiel wiederholt.

## 1. Runde
Es nahmen 56 Mannschaften von der dritten Klasse abwärts teil.
|                        | Ergebnis  |                         |
| ---------------------- | --------- | ----------------------- |
| B 1908 Amager          | 0:1       | Hvidovre IF             |
| B 1921 Nykøbing        | 0:4       | Frederiksberg BK        |
| Fredericia KFUM        | 3:1       | Grenaa IF               |
| FIF Hillerød           | 2:4 n. V. | Roskilde BK             |
| Glostrup IC            | 5:0       | Maribo BK               |
| Grindsted G&IF         | 6:1       | Skagen IK               |
| Gentofte-Vangede IF    | 4:2       | Skensved IF             |
| Helsingør IF           | 9:0       | Tuse Næs BK             |
| Herning Fremad         | 4:3       | Rudkøbing BK            |
| Hjørring IF            | 5:1       | Aarup BK                |
| Hobro IK               | 4:1       | Snedsted G&IF           |
| Holeby IF              | 2:8       | AIK Frederiksholm       |
| Horsens fS             | 4:1       | IK Aalborg Chang        |
| Husum BK               | 3:1       | Slagelse B&I            |
| Hørsholm-Usserød IK    | 6:4 n. V. | Kalundborg GB           |
| Lendemark BK           | 1:4       | BK Rødovre              |
| Lyngby BK              | 2:3       | Herlev IF               |
| Nyborg G&IF            | 3:1       | Østre BK                |
| Nykøbing Mors IF       | 0:2       | Kolding IF              |
| Silkeborg IF           | 3:2       | Viborg FF               |
| Svendborg fB           | 5:1       | Odense Kammeraternes SK |
| Sønderborg BK          | 1:3       | IF Hasle Fuglebakken    |
| Vanløse IF             | 4:0       | Politiets IF            |
| Varde BK               | 0:2       | Brande IF               |
| IK Viking Rønne        | 2:3       | Fremad Amager           |
| BK Viktoria Kopenhagen | 2:7       | Næstved IF              |
| Aalborg Freja          | 6:2       | Skive IK                |
| Aars IK                | 1:6       | Bolbro G&IF             |

## 2. Runde
Teilnehmer waren die 28 Sieger der ersten Runde und die zwölf Vereine aus der 2. Division 1961.
|                     | Ergebnis |                      |
| ------------------- | -------- | -------------------- |
| AB Gladsaxe         | 2:0      | Hvidovre IF          |
| Brande IF           | 4:1      | Husum BK             |
| Brønshøj BK         | 2:0      | B 1901 Nykøbing      |
| BK Frem Kopenhagen  | 1:2      | Hjørring IF          |
| Glostrup IC         | 3:1      | Frederiksberg BK     |
| Grindsted G&IF      | 2:1      | Roskilde BK          |
| Gentofte-Vangede IF | 0:3      | Fremad Amager        |
| Helsingør IF        | 4:1      | Bolbro G&IF          |
| Herlev IF           | 2:1      | Svendborg fB         |
| Herning Fremad      | 1:5      | Aalborg BK           |
| Hellerup            | 2:4      | Kolding IF           |
| Hobro IK            | 2:1      | IF Hasle Fuglebakken |
| Horsens fS          | 1:0      | Odense KFUM          |
| Hørsholm-Usserød IK | 2:5      | Nyborg G&IF          |
| Ikast FS            | 2:1      | B.93 Kopenhagen      |
| KFUM Kopenhagen     | 2:3      | BK Rødovre           |
| Næstved IF          | 4:2      | Silkeborg IF         |
| Randers SK Freja    | 9:0      | Fredericia KFUM      |
| Vanløse IF          | 4:3      | AIK Frederiksholm    |
| Aalborg Freja       | 0:1      | BK Frem Sakskøbing   |

## 3. Runde
Teilnehmer: Die 20 Sieger der zweiten Runde und die zwölf Vereine aus der 1. Division 1961.
|                      | Ergebnis              |                    |
| -------------------- | --------------------- | ------------------ |
| AB Gladsaxe          | 5:0                   | Næstved IF         |
| Aarhus GF            | 1:3 n. V.             | Esbjerg fB         |
| B 1903 Kopenhagen    | 5:2                   | BK Frem Sakskøbing |
| Brønshøj BK          | 3:0                   | Odense BK          |
| Helsingør IF         | 2:1                   | Frederikshavn fI   |
| Herlev IF            | 1:5                   | B 1909 Odense      |
| Hobro IK             | 1:1 n. V. (7:6 i. E.) | Hjørring IF        |
| Horsens fS           | 3:1                   | BK Rødovre         |
| Ikast FS             | 6:3                   | Brande IF          |
| Kjøbenhavns Boldklub | 3:2                   | Fremad Amager      |
| Kolding IF           | 1:3                   | Vejle BK           |
| Køge BK              | 1:0                   | B 1913 Odense      |
| Randers SK Freja     | 2:0                   | Nyborg G&IF        |
| Skovshoved IF        | 0:2                   | IF AIA-Tranbjerg   |
| Vanløse IF           | 1:2                   | Grindsted G&IF     |
| Aalborg BK           | 6:0                   | Glostrup IC        |

## 4. Runde
Teilnehmer: Die 16 Sieger der dritten Runde.
|                   | Ergebnis  |                      |
| ----------------- | --------- | -------------------- |
| AB Gladsaxe       | 5:2       | Aalborg BK           |
| IF AIA-Tranbjerg  | 5:1       | Grindsted G&IF       |
| B 1903 Kopenhagen | 3:2       | Kjøbenhavns Boldklub |
| Brønshøj BK       | 3:0       | Horsens fS           |
| Helsingør IF      | 3:2       | Ikast FS             |
| Hobro IK          | 01:11     | B 1909 Odense        |
| Randers SK Freja  | 1:5       | Køge BK              |
| Vejle BK          | 3:4 n. V. | Esbjerg fB           |

## Viertelfinale
|                  | Ergebnis              |                   |
| ---------------- | --------------------- | ----------------- |
| IF AIA-Tranbjerg | 3:3 n. V. (5:4 i. E.) | AB Gladsaxe       |
| B 1909 Odense    | 3:1                   | Køge BK           |
| Brønshøj BK      | 0:4                   | Esbjerg fB        |
| Helsingør IF     | 1:3                   | B 1903 Kopenhagen |

## Halbfinale
|                   | Ergebnis  |               |
| ----------------- | --------- | ------------- |
| IF AIA-Tranbjerg  | 1:2 n. V. | B 1909 Odense |
| B 1903 Kopenhagen | 0:1 n. V. | Esbjerg fB    |

## Finale
| Paarung        | B 1909 Odense – Esbjerg fB |
| Ergebnis       | 1:0 (0:0) |
| Datum          | 31. Mai 1962 |
| Stadion        | Københavns Idrætspark, Kopenhagen |
| Zuschauer      | 18.000 |
| Schiedsrichter | Tage Sørensen |
| Tore           | 1:0 Palle Hansen (70.) |
| B 1909 Odense  | Svend Aage Rask – Erling Linde Larsen, Boris Christensen – Flemming Johansen, Bruno Eliasen, Per Jacobsen – Mogens Engstrøm, Hans Madsen, Mogens Berg, John Danielsen, Palle Hansen Cheftrainer: Walter Pfeiffer ( BR Deutschland)  |
| Esbjerg fB     | Erik Gaardhøje – Jens Jørgen Hansen, Preben Jensen – Egon Jensen, John Madsen, Jens Petersen – Knud Petersen, Carl Emil Christiansen, Carl Bertelsen, Ejgil Frandsen, Bjarne Kikkenborg Cheftrainer: Rudolf Strittich ( Österreich) |